# Kilmuckridge-Tinnaberna Sandhills SAC
Kilmuckridge-Tinnaberna Sandhills SAC este o arie protejată (arie specială de conservare — SAC, sit de importanță comunitară — SCI) din Irlanda întinsă pe o suprafață de 64,56 ha, integral pe uscat.

## Localizare
Centrul sitului Kilmuckridge-Tinnaberna Sandhills SAC este situat la coordonatele 52°29′37″N 6°15′32″W / 52.493659°N 6.258883°V.

## Înființare
Situl Kilmuckridge-Tinnaberna Sandhills SAC a fost declarat sit de importanță comunitară în noiembrie 1997 pentru a proteja un număr necunoscut de specii din flora spontană și fauna sălbatică aflate în arealul zonei. Situl a fost protejat și ca arie specială de conservare în decembrie 2018.

## Biodiversitate
Situată în ecoregiunea atlantică, aria protejată conține 3 habitate naturale: Dune mobile cu vegetație embrionară, Dune mobile de-a lungul țărmului cu Ammophila arenaria („dune albe”), Dune de coastă fixe cu vegetație erbacee („dune gri”).
La baza desemnării sitului se află un număr nedeclarat de specii protejate.
Pe lângă speciile protejate, pe teritoriul sitului au mai fost identificate 2 specii de plante.